# 날짜 피임법
날짜피임법은 피임법의 한 종류로, 생리 주기의 관찰을 통해 인간 여성의 임신 확률을 낮추기 위한 방법들을 말한다. 날짜피임법에 속하는 구체적인 방법으로는 리듬피임법과 표준일 피임법 등이 있다. 날짜피임법에 따라 생리 주기를 관찰하여 가임기에 성교를 피하면 임신을 방지할 수 있으나, 원할 경우 가임기에 집중적으로 성교를 가져 임신을 유도할 수도 있다.
날짜피임법이 처음으로 형식화된 것은 1930년 네덜란드의 로마 가톨릭 소속 의사 존 스멀더스(John Smulders)에 의해서였다. 이는 독일의 헤르만 크나우스와 일본의 오기노 규사쿠가 독립적으로 발견한 생리 주기에 대한 지식에 근거한 것으로, 리듬피임법 또는 크나우스-오기노법이라 불리기도 한다. 이는 증상에 기반한 가임성 관찰법이 퍼지기 전까지 수십 년간 가톨릭 커플들 사이에서 널리 사용되었다. 그 뒤 1999년, 조지타운 대학교에서 표준일 피임법이 발명되면서 날짜피임법은 새로운 발전을 이루었다.

## 역사

### 초기 시도
여성의 가임기에 예측 가능한 주기가 있다는 것이 처음으로 발견된 때가 언제인지는 확실치 않다. 388년, 히포의 아우구스티누스는 마니교인들 사이에서 행해지는 주기적 금욕에 대해 다음과 같이 기록했다: "너희는 우리에게 여자가 정화한 뒤 언제에 가장 아이 갖기 쉬운지를 자세히 보라 하였고, 그 때에는 함께 지내지 말라 하지 않았느냐?"
초기 기독교의 교리는 완전한 금욕이야말로 인간의 가장 신성한 상태이며, 결혼이란 금욕을 행할 의지력이 부족한 이들을 위해 마련된 예외라고 보았다. 마니교인들은 아이를 만드는 것은 언제나 부도덕한 일로, 인간의 육체로부터 영혼을 앗아간다고 믿었다. 아우구스티누스는 그들의 주기적 금욕에 대해 다음과 같이 비난했다. 
| “ | 이로 보건대 당신들은 결혼을 아이를 만들기 위한 것이 아닌 정욕을 만족시키기 위한 것으로 취급하고 있지 않은가. | ” |

한 서적에 따르면, 리듬 피임법은 "19세기 중반 이래로 몇몇 세속 사상가들에 의해 권장되어왔다." 임신을 피하기 위한 목적의 주기적 금욕에 대한 로마 가톨릭 교회의 기록된 첫 공식 입장 표명은 교황청 내사원의 1853년의 결정으로, 스스로의 의지로 주기적 금욕을 시작한 연인들은 특히 "합당한 이유"가 있는 경우, 죄를 짓는 것이 아니라고 하였다.
1880년, 내사원은 1853년 결정을 재확인하고 여기에서 약간 더 나아갔다. 여기에서 내사원은 이미 인공적 피임법을 사용하고 있으며 이를 그만두도록 설득될 수 없는 연인들의 경우 고해 신부는 그들에게 주기적 금욕법을 '가르치기'를 권장했다.

## 방법과 효과
대부분의 생리 주기는 생리 직후의 비가임기(배란 전 안전기)가 지난 뒤 가임기(그 중간쯤에 배란이 일어난다)가 오며, 그 뒤에 다음 생리가 오기 전까지 다시 비가임기(배란 후 안전기)가 온다. 생리혈이 처음으로 발생하는 날을 생리 주기의 1일로 취급한다. 날짜피임법을 사용하기 위해서는 사용자의 생리 주기를 알고 있어야 한다.
사람들이 날짜피임법을 완벽하게 사용하지 못하는 이유는, 생리 주기를 정확히 파악하지 못하거나, 피임법이 제시하는 가임기에 금욕을 실천하지 못하는 경우가 많기 때문이다. 이로 인해 날짜파임법을 사용하는 이들의 실제 임신율은 연간 25퍼센트에 달한다.

### 리듬피임법(크나우스-오기노법)
리듬피임법은 배란 전 안전기의 길이를 여성의 가장 짧은 주기에서 19를 뺀 값으로 예상하며, 그 뒤에 가임기를 겪은 뒤 배란 후 안전기가 시작되는 날을 가장 긴 주기에서 10을 뺀 값으로 예상한다. 즉, 생리 주기가 30일에서 36일 사이인 여성은 생리 주기 중 처음 11일(30-19=11) 동안은 안전기이며, 12번째 날부터 25번째 날까지 가임기이고, 26번째 날(36-10=26)부터 다시 안전기가 시작될 것이다. 리듬피임법을 피임 목적으로 완벽하게 사용할 경우의 임신률은 연간 9퍼센트이다.

### 표준일 피임법
조지타운 대학교 생식건강연구소가 개발한 표준일 피임법은 리듬피임법보다 규칙이 간단하며 또한 실패율도 더 낮다. 그러나 표준일 피임법은 생리 주기가 언제나 26일에서 32일 사이인 여성만 사용할 수 있다. 표준일 피임법에서는, 생리 주기의 처음 7일 동안은 안전기이며, 8째 날부터 19째 날까지는 가임기이고, 20째 날부터 다시 안전기가 시작되는 것으로 본다. 표준일 피임법을 피임 목적으로 완벽하게 사용할 경우의 임신율은 연간 5퍼센트이다.